# De vijf van de Barskastraat
De vijf van de Barskastraat (Pools: Piątka z ulicy Barskiej) is een Poolse dramafilm uit 1954 onder regie van Aleksander Ford.

## Verhaal
Vijf jongens groeien op in Warschau tijdens de Tweede Wereldoorlog. Om te overleven moeten ze stelen en smokkelen. In vredestijd kunnen ze niet meer wennen aan een leven zonder criminaliteit.

## Rolverdeling
| Acteur                | Personage        |
| --------------------- | ---------------- |
| Aleksandra Slaska     | Hanka            |
| Tadeusz Janczar       | Kazek Spokorny   |
| Andrzej Kozak         | Jacek Siwicki    |
| Tadeusz Lomnicki      | Lutek Kozlowski  |
| Marian Rulka          | Zbyszek Mocarski |
| Wlodzimierz Skoczylas | Franek Kruk      |
| Mieczyslaw Stoor      | Marek Koziol     |
| Jadwiga Chojnacka     | Tante van Kazek  |
| Ludwik Benoit         | Wojciechowski    |
| Kazimierz Opalinski   | Machinist        |